# Шести конгрес на БКП
Шестият конгрес на Българската комунистическа партия се провежда в София на 4 март 1954 г. Приготовленията по него протичат между 25 февруари и 3 март.
Присъстват 735 делегати, от които делагации на 33 комунистически и работнически партии от чужбина. Конгресът отчита изпълнението на Първата петилетка (1949 – 1953), определя задачите на Втората петилетка (1953 – 1957) и избира нов ЦК.